# Regulus calendula
El reyezuelo rubí o reyezuelo de moño rojo (Regulus calendula) es una especie de ave paseriforme de la familia Regulidae. Es nativo de Canadá, San Pedro y Miquelón, Estados Unidos, Bahamas Islas Caimán, Cuba, Islas Turcas y Caicos, México y Guatemala. Ocurre ocasionalmente en la República Dominicana, Jamaica, Groenlandia e Islandia. Su hábitat consiste de bosque templado y bosque montano tropical y subtropical.

## Subespecies
Se distinguen las siguientes subespecies:
- Regulus calendula calendula (Linnaeus, 1766)
- Regulus calendula cineraceus
- Regulus calendula grinnelli
- Regulus calendula obscurus